# Franz Schmidt
Franz Schmidt   (Bratislava, 22 de desembre de 1874 - Perchtoldsdorf, 11 de febrer de 1939) fou un compositor, violoncel·lista i pianista austríac d'origen hongarès.

## Biografia
Primer violoncel·lista de l'Orquestra Filharmònica de Viena dirigit per Gustav Mahler (a qui admirava com a director d'orquestra, però no com a compositor) i contemporani d'Arnold Schoenberg, Schmidt va ser un dels últims i més lleials estudiants d'Anton Bruckner i conreà un estil decididament orientada cap al passat que destaca per la seva originalitat formal i pel seu coneixement de l'orquestració.
Professor de piano de la Musikakademie de Viena el 1914, on entre altres alumnes tingué a Hans Ahlgrimm, Franz Mixa, Hans Joachim Moser, Armin Kauffman, Theodor Berger i Alfred Uhl, va ser nomenat director el 1925, després rector des de 1927 fins al 1937.

## Obra
Com a compositor, la seva fama es fonamenta en l'oratori El Llibre dels Set Segells (1937), inspirat en els fragments bíblics referents al Judici Final. La seva estètica, que prossegueix el llegat de Bruckner, queda ben reflectida en el seu cicle simfònic, que va des de la Simfonia núm. 1 (1899) fins a l'última i més coneguda, la núm. 4 (1934), escrita en memòria de la seva filla, prematurament morta. En mig queden dues obres de la talla de les simfonies núm. 2 (1913) i núm. 3 (1928), en què la seva orquestració massissa i sense fissures, la seva calculada estructura i simetria, es perfilen com l'obstacle més gran de cara a la seva justa apreciació en una època donada a majors llibertats expansives, en bona part a causa de les estèrils comparacions que l'han minimitzat en benefici del seu coetani Gustav Mahler, amb el que sovint se'l compara. Cal destacar així mateix els seus dos concerts per a piano -núm. 1 (1923); núm. 2 (1934) -, les Variacions sobre un cant hússar (1930), i, sobretot, les seves òperes, Notre-Dame (1904) i Fredigundis (1921). Entre les seves obres més reeixides destaca la monumental Fuga solemnis (1937), amb una potència grandiosa i calculada matemàtica del contrapunt que l'entronquen amb l'imperible art de Johann Sebastian Bach.